# Коран (коммуна)
Кора́н (фр. и окс. Coren) — коммуна во Франции, находится в регионе Овернь. Департамент — Канталь. Входит в состав кантона Сен-Флур-Нор. Округ коммуны — Сен-Флур.
Код INSEE коммуны — 15055.
Коммуна расположена приблизительно в 430 км к югу от Парижа, в 80 км южнее Клермон-Феррана, в 60 км к востоку от Орийака.

## Население
Население коммуны на 2008 год составляло 437 человек.
| 1962 | 1968 | 1975 | 1982 | 1990 | 1999 | 2008 |
| ---- | ---- | ---- | ---- | ---- | ---- | ---- |
| 217  | 262  | 276  | 401  | 419  | 407  | 437  |

## Администрация
| Период | Период | Фамилия     | Партия | Примечания |
| ------ | ------ | ----------- | ------ | ---------- |
| 2001   | 2008   | Андре Саль  |        |            |
| 2008   |        | Алин Монтей |        |            |

## Экономика

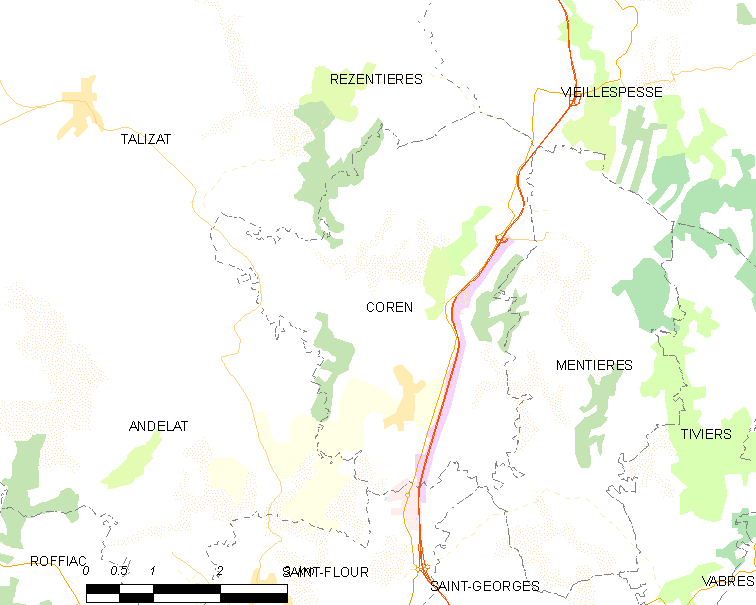
Карта коммуны

В 2007 году среди 291 человека в трудоспособном возрасте (15—64 лет) 237 были экономически активными, 54 — неактивными (показатель активности — 81,4 %, в 1999 году было 71,4 %). Из 237 активных работали 229 человек (125 мужчин и 104 женщины), безработных было 8 (1 мужчина и 7 женщин). Среди 54 неактивных 14 человек были учениками или студентами, 20 — пенсионерами, 20 были неактивными по другим причинам.